# Karl Berroth

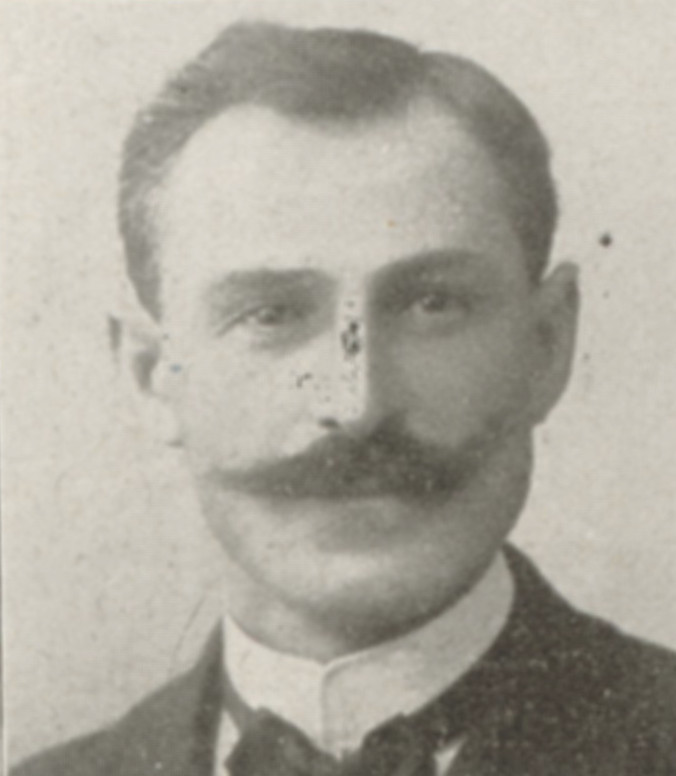
Karl Berroth, um 1913

Georg Karl Berroth (* 20. April 1880 in Jagstheim; † 20. April 1920 ebenda) war ein württembergischer Landtagsabgeordneter. 

## Leben
Berroths Eltern waren der Bauer und Landtagsabgeordnete Ernst Berroth und dessen Frau Margarete Sofie, geb. Kaufmann. Karl Berroth war Landwirt in Jagstheim wie sein Vater. Er leistete seinen Militärdienst von 1900 bis 1902 beim Grenadierregiment Nr. 123 „König Karl“ in Ulm ab. Im Ersten Weltkrieg leistete er von 1914 bis 1918 Kriegsdienst. Ebenfalls wie sein Vater war er im Bund der Landwirte politisch aktiv; 1912 zog er als Abgeordneter für das Oberamt Crailsheim in den württembergischen Landtag ein. Im November 1918 wurde Berroth stellvertretender Landesvorsitzender des Bundes der Landwirte. 1919 zog er über die Landesliste in den württembergischen Landtag ein.  
Ernst Berroth war seit 1911 mit Wilhelmine Karoline, geb. Wolf, verheiratet, beiden hatten drei Kinder. 